# Tour de France 1960
47. Tour de France rozpoczął się 26 czerwca w Lille, a zakończył się 17 lipca w Paryżu. Wyścig składał się z 21 etapów (pierwszy etap został podzielony na 2 części), w tym: 12 etapów płaskich, 8 etapów górskich i po jednym etapie indywidualnej i drużynowej jazdy na czas. Cała trasa liczyła 4173 km. W klasyfikacji generalnej zwyciężył Włoch Gastone Nencini. W klasyfikacji górskiej najlepszy był kolejny Włoch, Imerio Massignan, w punktowej Francuz Jean Graczyk, a w klasyfikacji drużynowej zwyciężyła Francja. Najaktywniejszym kolarzem został Graczyk.

## Drużyny
W tej edycji Tdf wzięło udział 13 drużyn:
- Hiszpania
- Belgia
- Francja
- Włochy
- Szwajcaria-Luksemburg
- Holandia
- Niemcy Zachodnie
- Międzynarodowa[3]
- Wielka Brytania
- Ouest
- Est/Sud-Est
- Paris/Nord
- Centre/Midi

## Etapy
| 1a | 26 czerwca | Lille – Bruksela                       | 108 km        | Julien Schepens      |               |               |               |
| 1b | 26 czerwca | Bruksela                               | TTT 28 km     | Roger Rivière        |               |               |               |
| 2  | 27 czerwca | Bruksela - Malo-les-Bains              | 208 km        | René Privat          |               |               |               |
| 3  | 28 czerwca | Malo-les-Bains – Dieppe                | 209 km        | Nino Defilippis      |               |               |               |
| 4  | 29 czerwca | Dieppe – Caen                          | 211 km        | Jean Graczyk         |               |               |               |
| 5  | 30 czerwca | Caen - Saint-Malo                      | 189 km        | André Darrigade      |               |               |               |
| 6  | 1 lipca    | Saint-Malo – Lorient                   | 191 km        | Roger Rivière        |               |               |               |
| 7  | 2 lipca    | Lorient - Angers                       | 244 km        | Graziano Battistini  |               |               |               |
| 8  | 3 lipca    | Angers - Limoges                       | 240 km        | Nino Defilippis      |               |               |               |
| 9  | 4 lipca    | Limoges - Bordeaux                     | 225 km        | Martin Van Geneugden |               |               |               |
| 10 | 5 lipca    | Mont-de-Marsan - Pau                   | 228 km        | Roger Rivière        |               |               |               |
| 11 | 6 lipca    | Pau - Luchon                           | 161 km        | Kurt Gimmi           |               |               |               |
| 12 | 7 lipca    | Luchon - Tuluza                        | 176 km        | Jean Graczyk         |               |               |               |
| 13 | 8 lipca    | Tuluza - Millau                        | 224 km        | Louis Proost         |               |               |               |
|    | 9 lipca    | Dzień przerwy                          | Dzień przerwy | Dzień przerwy        | Dzień przerwy | Dzień przerwy | Dzień przerwy |
| 14 | 10 lipca   | Millau - Awinion                       | 217 km        | Martin Van Geneugden |               |               |               |
| 15 | 11 lipca   | Awinion - Gap                          | 187 km        | Michel Van Aerde     |               |               |               |
| 16 | 12 lipca   | Gap - Briançon                         | 172 km        | Graziano Battistini  |               |               |               |
| 17 | 13 lipca   | Briançon - Aix-les-Bains               | 229 km        | Jean Graczyk         |               |               |               |
| 18 | 14 lipca   | Aix-les-Bains - Thonon-les-Bains       | 215 km        | Fernando Manzaneque  |               |               |               |
| 19 | 15 lipca   | Pontarlier - Besançon                  | ITT 83 km     | Rolf Graf            |               |               |               |
| 20 | 16 lipca   | Besançon - Troyes                      | 229 km        | Pierre Beuffeuil     |               |               |               |
| 21 | 17 lipca   | Troyes – Paryż (Aleja Pól Elizejskich) | 200 km        | Jean Graczyk         |               |               |               |

## Liderzy klasyfikacji po etapach
| Etap                 | Zwycięzca            | Klasyfikacja generalna | Klasyfikacja punktowa | Klasyfikacja górska | Klasyfikacja drużynowa |
| -------------------- | -------------------- | ---------------------- | --------------------- | ------------------- | ---------------------- |
| 1a                   | Julien Schepens      | Julien Schepens        | Julien Schepens       | brak                | Belgia                 |
| 1b                   | Roger Rivière        | Gastone Nencini        | 3 kolarzy             | brak                | Belgia                 |
| 2                    | René Privat          | Gastone Nencini        | 4 kolarzy             | brak                | Francja                |
| 3                    | Nino Defilippis      | Joseph Groussard       | 5 kolarzy             | brak                | Francja                |
| 4                    | Jean Graczyk         | Henri Anglade          | Jean Graczyk          | brak                | Francja                |
| 5                    | André Darrigade      | Henri Anglade          | Jean Graczyk          | brak                | Francja                |
| 6                    | Roger Rivière        | Jan Adriaensens        | Jean Graczyk          | brak                | Francja                |
| 7                    | Graziano Battistini  | Jan Adriaensens        | Jean Graczyk          | brak                | Francja                |
| 8                    | Nino Defilippis      | Jan Adriaensens        | Jean Graczyk          | brak                | Francja                |
| 9                    | Martin Van Geneugden | Jan Adriaensens        | Jean Graczyk          | brak                | Francja                |
| 10                   | Roger Rivière        | Gastone Nencini        | Jean Graczyk          | Graziano Battistini | Francja                |
| 11                   | Kurt Gimmi           | Gastone Nencini        | Jean Graczyk          | Gastone Nencini     | Francja                |
| 12                   | Jean Graczyk         | Gastone Nencini        | Jean Graczyk          | Gastone Nencini     | Francja                |
| 13                   | Louis Proost         | Gastone Nencini        | Jean Graczyk          | Gastone Nencini     | Francja                |
| 14                   | Martin Van Geneugden | Gastone Nencini        | Jean Graczyk          | Gastone Nencini     | Francja                |
| 15                   | Michel Van Aerde     | Gastone Nencini        | Jean Graczyk          | Gastone Nencini     | Francja                |
| 16                   | Graziano Battistini  | Gastone Nencini        | Jean Graczyk          | Marcel Rohrbach     | Francja                |
| 17                   | Jean Graczyk         | Gastone Nencini        | Jean Graczyk          | Marcel Rohrbach     | Francja                |
| 18                   | Fernando Manzaneque  | Gastone Nencini        | Jean Graczyk          | Imerio Massignan    | Francja                |
| 19                   | Rolf Graf            | Gastone Nencini        | Jean Graczyk          | Imerio Massignan    | Francja                |
| 20                   | Pierre Beuffeuil     | Gastone Nencini        | Jean Graczyk          | Imerio Massignan    | Francja                |
| 21                   | Jean Graczyk         | Gastone Nencini        | Jean Graczyk          | Imerio Massignan    | Francja                |
| Klasyfikacja końcowa | Klasyfikacja końcowa | Jacques Anquetil       | André Darrigade       | Imerio Massignan    | Francja                |

## Klasyfikacje końcowe

### Klasyfikacja generalna
| Pozycja | Zawodnik            | Drużyna     | Czas          |
| ------- | ------------------- | ----------- | ------------- |
| 1.      | Gastone Nencini     | Włochy      | 112 h 08' 42" |
| 2.      | Graziano Battistini | Włochy      | +5' 02"       |
| 3.      | Jan Adriaensens     | Belgia      | +10' 24"      |
| 4.      | Hans Junkermann     | RFN         | +11' 21"      |
| 5.      | Jef Planckaert      | Belgia      | +13' 02"      |
| 6.      | Raymond Mastrotto   | Francja     | +16' 12"      |
| 7.      | Arnaldo Pambianco   | Włochy      | +17' 58"      |
| 8.      | Henry Anglade       | Francja     | +19' 17"      |
| 9.      | Marcel Rohrbach     | Centre-Midi | +20' 02"      |
| 10.     | Imerio Massignan    | Włochy      | +23' 28"      |

### Klasyfikacja punktowa
| Pozycja | Zawodnik            | Drużyna | Punkty |
| ------- | ------------------- | ------- | ------ |
| 1.      | Jean Graczyk        | Francja | 74     |
| 2.      | Graziano Battistini | Włochy  | 40     |
| 3.      | Gastone Nencini     | Włochy  | 36     |
| 4.      | Nino Defilippis     | Włochy  | 25     |
| 5.      | André Darrigade     | Francja | 22     |

### Klasyfikacja górska
| Pozycja | Zawodnik            | Drużyna | Punkty |
| ------- | ------------------- | ------- | ------ |
| 1.      | Imerio Massignan    | Włochy  | 56     |
| 2.      | Marcel Rohrbach     | Francja | 52     |
| 3.      | Graziano Battistini | Włochy  | 44     |
| 4.      | Kurt Gimmi          | SUI-LUX | 36     |
| 4.      | Gastone Nencini     | Włochy  | 36     |

### Klasyfikacja drużynowa
| Pozycja | Drużyna   | Czas          |
| ------- | --------- | ------------- |
| 1.      | Francja   | 335 h 43' 43" |
| 2.      | Włochy    | +13' 36"      |
| 3.      | Belgia    | +1 h 03' 01"  |
| 4.      | Hiszpania | +1 h 51' 55"  |
| 5.      | Holandia  | +2 h 01' 56"  |